# Manuel al II-lea Paleologul
Manuel al II-lea al Bizanțului (greacă: Μανουήλ Β΄ Παλαιολόγος, Manouēl II Palaiologos) (n. 27 iunie 1350, Constantinopol, Imperiul Roman de Răsărit – d. 21 iulie 1425, Constantinopol, Imperiul Roman de Răsărit) a fost un împărat bizantin din 1391 până în 1425. 
Fiul mijlociu al lui Ioan al V-lea Paleologul s-a încoronat în primăvara anului 1391. Noul împărat era un dușman neîmpăcat al turcilor. Încă pe atunci era despotul Thessalonicului, el plănuia să ridice o răscoală împotriva sultanului și numai pericolul unei expediții a lui Murad I l-a silit pe viteazul despot să înceteze pregătirea pentru rebeliune. Sultanul, văzând în Manuel un dușman, a insistat, la început, ca drepturile de moștenitor să fie transmise fratelui acestuia, Andronic al IV-lea Paleologul (1381), apoi însă a poruncit ca anume Manuel să fie cel care va conduce detașamentele grecești, trimise în Asia Mică în ajutorul turcilor, conform obligației de vasalitate a Bizanțului. Ne putem imagina ce simțea Manuel, fiind constrâns să participe, în decursul operațiunilor sultanului, la asediile orașelor grecești! ,,La întrebarea mea cum se numeau aceste orașe, -se revărsa durerea din rândurile scrisorilor sale, trimise acasă-cei pe care îi întrebam răsăundeau: ,,Așa cum noi le-am nimicit pe ele, și timpul le-a nimicit numele, și pe loc mă cuprindea tristețea. Dar eu mă întristez în tăcere, fiind încă în stare să-mi stăpânesc sentimentele...Căci noi luptăm alături de ei și pentru ei (turcii), iar lucrul acesta înseamnă să sporim puterea lor și să micșorăm puterea noastră. Într-adevăr, dacă ultimilor Paleologi le-a revenit soarta grea să vadă agonia țării lor, Manuel II a fost de două ori nefericit, căci natura îl înzestrase, fără îndoială, cu minte și capacități, iar situația politică îl lăsa adesea pe post de observator neputincios. Oricât de mult se străduia basileul să stăvilească expansiunea otomanilor, fără bani, fără soldați, lucrul acesta nu prea-i reușea. ,,Singura armă a împăratului era diplomația, iar arma lui Baiazid era sabia încovoiată. Superioritatea rămânea întotdeauna de partea sultanului.Chiar și pentru a se încorona, Manuel a trebuit să fugă, pe ascuns, din tabăra sultanului de lângă Brussa.
În anul 1392, turcii au ocupat Macedonia, peste un an-Bulgaria. După cucerirea capitalei bulgarilor, Târnovo, otomanii i-au măcelărit pe locuitorii orașului fără nici o milă. În 1394 a căzut Salonicul, iar, în curând, Baiazid I Yîldîrim i-a înaintat, cu bună știință, lui Manuel II un ultimatum imposibil de îndeplinit, cerând ca, în cazul litigiilor cu musulmanii, și populația creștină a capitalei să intre sub jurisdicția cadiului (judecătorului) din cartierul musulman al Constantinopolului. ,,Iar dacă nu vrei să mi te supui, -glăsuia sultanul-încuie porțile orașului tău și cârmuiește înlăuntru, iar dincolo de ziduri totul este al meu Împăratul, firește a refuzat și Bayazid a început războiul.
Aproape 8 ani (cu întreruperi) a durat blocada capitalei grecești. Cea mai mare parte a proviziilor erau aduse în oraș pe mare, care era liberă de turci, însă acestea, în mod evident, nu erau suficiente. Locuitorii îndurau foame, dărâmau casele, pentru a-și procura lemne de foc, totuși Constantinopolul rezista, punându-și nădejdea în sine, Dumnezeu și ajutorul occidental.Manuel Chrysoloras bătea pragurile suveranilor catolici, cerând soldați și bani pentru salvarea coreligionarilor. În ciuda disensiunilor, care domneau în sânul Bisericii apusene, și a marii schisme (pe atunci, scaunul Sfântului Petru era disputat de papa Bonifaciu IX, la Roma, și Benedict XIII, la Avignon), după ocuparea Valahiei de către turci, regele Ungariei (și viitorul împărat al Sfântului Imperiu roman), Sigismund, a putut organiza o cruciadă antiotomană. Principala forță a cruciaților o constitziau cavalerii polonezi, cehi, germani, francezi și unguri. În toamna anului 1396, armata creștină a ajuns la orașul dunărean Nicopole. . Între cavaleri nu există coeziune, maghiarii se certau cu francezii, disciplina lipsea din oștire. La 25 septembrie, armata otomanilor și cea a cruciaților s-au aliniat, pentru bătălia decisivă, pe o câmpie deluroasă din apropiere de Nicopole. Sigismund de Luxemburg era înzestrat cu neîndoielnice calități de comandant, și, la început, în pofida unei superiorități îndoite în forțe, turcii au suferit mari pierderi. Soarta bătăliei a fost hotărâtă de nesăbuința cavalerilor francezi, care nu învățaseră nimic nici chiar după Crecy și Poitiers. Risipind voinicește șirurile de ieniceri, aceștia, în ciuda apelurilor disperate ale lui Sigismund, care încerca să-i facă să se întoarcă, s-au avântat înainte, socotind bătălia câștigată, au descălecat și s-au pomenit față în față cu cavaleria odihnită a dușmanului, în număr de 15 000 de luptători. Dându-i peste cap pe francezi, care nu apucaseră nici măcar să se urce în șei, turcii și aliații lor sârbi au transformat lupta într-un adevărat masacru al creștinilor. Zece mii de cruciați au căzut prizonieri. Înfuriat, din cauza pierderilor uriașe ale musulmanilor, Baiazid a poruncit executarea captivilor, în afară de trei sute de cavaleri, cei mai de neam, pentru care a cerut sume de răscumpărare. Și, atunci când Sigismund, care-și găsise scăparea la Constantinopol, se întorcea în EUROPA prin Dardanele, sultanul i-a înșiruit pe prizonieri pe ambele maluri ale strâmtorii și aceștia proferau blesteme în urma galerei regale.
Scurt timp după bătălia de la Nicopole, armatele lui Baiazid au invadat Peloponesul. Situația părea până într-atât de disperată, încât despotul Theodor I Paleologul a vândut, cu consimțământul fratelui său, aproape întreg despotatul (în afara orașului port Monembasia) ordinului Ospitalierilor.(Cavalerii n-au izbutit să prindă rădăcini în Moreea, din cauza unei împotriviri foarte puternice a populației băștinașe, în primul rând, a clerului. Peste câțiva ani, tranzacția a fost anulată, iar romeii au restituit banii)
Cercul asediului Constantinopolului s-a strâns și mai mult și Manuel II a început iar să-i asalteze pe suveranii creștini cu scrisori ce implorau salvarea. Însă nici regii Aragonului și Angliei, nici dogele Veneției nu le-au dat nimic bizantinilor. Numai regele Franței, Carol VI, a trimis în ajutorul ,,capitalei orașelor’’ 1200 de cuirasieri, în frunte cu viteazul marelal Boucicaut, care scăpase din prizonieratul turcesc, iar marele cneaz ortodox al Moscovei, Vasilii I, a trimis bani. Atunci basileul , urmând exemplul tatălui său, a hotărât să se ducă personal în Europa. La 10 decembrie 1399, lăsându-l, în calitate de regent pe nepotul său de frate, Ioan VII, și încredințându-și familia despotatului Moreei, Theodor I (a cărui curte se afla atunci la Monembasia), Manuel II Paleologul a plecat, cu corăbiile lui Boucicaut, din capitala asediată. El a trecut prin Veneția, Padova, Florența, Milano și, la începutul lunii iunie 1400, a sosit la Paris. Curtea lui Carol VI i-a acordat monarhului sărăcit al imperiului, cândva măreț, o rentă anuală de 30 000 de monede de argint și i-a asigurat o primire fastuoasă. Înaripat de speranța într-un ajutor însemnat cu oștiri promise la Paris, Manuel a trecut, în octombrie, peste La Manche, ca să ceară soldați de la regele Anglei. Însă Henric IV Lancaster, fiind ocupat cu lupta împotriva baronilor nesupuși și a vecinilor scoțieni, n-a manifestat nici cea mai mică dorință de a-și trimite armatele în îndepărtatul Orient, deși i-a arătat multă bunăvoință oaspetelui imperial.
În februarie 1401, basileul s-a întors în Franța.Paleologului i s-au oferit iarăși distracții și diverse manifestări de simpatie. Deoarece împăratul bizantin avea o înfățișare foarte impunătoare (,,Cândva, Baiazid, dușmanul lui, spusese despre el că până și acela care nu știe că acesta este basileu, numai văzându-l, ar zice că trebuie să fie împărat’’ cf lui Sphrantzes), pictorii din Paris i-au făcut portretul.
Carol VI de Valois nu se grăbea să îndeplinească ceea ce promisese. Grecii începeau să înțeleagă că amintirile despre tratamentul binevoitor și cadourile sunt tot ce vor izbuti ei să ia cu sine din Franța. Regele avea, tot mai des, accese de nebunie și, cu fiecare zi, speranța lui Manuel de a se întoarce acasă în fruntea armatelor din Occident se topea.
Ambasada bizantină a produs o anumită impresie asupra părții cultivate a aristocrației europene. Manuel II însuși strălucea prin cultura și talentul său de scriitor. În condițiile unei insuficiențe acute de resurse, împăratul acesta nu uita nicicând să susțină cu bani știința constantinopolitană. Papa Pius II (1458+1468) scria, ulterior, că, pe vremea tinereții sale (mijlocul și sfârșitul domniei lui Manuel II), orice italian, care dorea să producă impresia de om cult, trebuia să afirme că și-a făcut studiile la Constantinopol- aceasta era cea mai bună recomandare.
Capitala grecească a salvat-o, fără să urmărească lucrul acesta, Timur Lenk.La 28 iulie 1402, în una dintre cele mai mari lupte ale evului mediu, bătălia de la Ankara, armatele lui Timur i-au provocat lui Baiazid o înfrângere zdrobitoare. Cea mai mare parte a oștirii sultanului a rămas să zacă pe câmpul de luptă, el însuși a căzut prizonier și a fost trimis, într-o cușcă de fier, la cartierul general al învingătorului. Bineînțeles, despre asediul Constantinopolului nici vorbă nu mai putea fi.
În noiembrie 1402, Manuel Paleologul a părăsit Parisul, fără a mai obține soldați de la rege, iar la începutul verii anului 1403 s-a întors la Constantinopol.
Profitând de răzmerițele care izbucniseră printre otomani, romeii au redobândit Thessalonicul.
În anul 1411, turcii au asediat din nou Constantinopolul, de data aceasta, din inițiativa sultanului Musa, fratele sultanului Mehmed I Çelebi. Doi ani mai târziu, Mehmed I l-a zdrobit pe Musa și a ridicat asediul. Luptele interne din statul otoman, care erau întreținute, într-o măsură considerabilă, de intrigile bizantinilor, au durat până în anul 1418. Profitând de răgaz, în această perioadă și au lărgit considerabil posesiunile despoții de Moreea. Împăratul a participat activ la aceasta, petrecând la Mistra un an întreg (din vara lui 1415 până în vara lui 1416); sub conducerea lui a fost restaurat Hexamilion-zidul cu turnuri, care închidea, din vremuri de demult, Istmul.
În anul 1421, Constantinopolul a sprijinit pretențiile dinastice ale lui Küçük Mustafa, fratele sultanului Murad II, care tocmai urcase pe tron. Aceasta a fost o mare greșeală din partea lui Manuel II și a asociatului său, Ioan VIII. Mustafa, zdrobit și făcut prizonier, i-a arătat pe ei ca instigatori ai rebeliunii și sultanul, mâniat, s-a apropiat, în iunie 1422, cu oștirea de Constantinopol. Deasupra Bosforului au răsunat salvele primelor turnuri, s-a înălțat fumul primelor mine de pulbere. Grecii luptau vitejește. Asaltul decisiv de la poarta sf Roman a fost respins în august, otomanii au fugit, abandonându-și aproape toate tunurile. În curând, în Asia Mică a început o puternică răscoală populară și Murad II s-a retras.
Manuel, care fusese lovit de paralizie, se lupta atunci între viață și moarte, în palatul Vlacherne. Mai apoi, împăratul s-a întremat, dar, de acum încolo, numai era el, un bătrân pe jumătate paralizat, cel care decidea politica la curtea romeilor, ci Ioan VIII.
În anul următor, sultanul a năvălit asupra Moreei, distrugând zidul ridicat de greci pe Istm. Mercenarii despoților au dat dovadă de o lașitate surprinzătoare, cuceritorii musulmani au străbătut Peloponesul ca o avalanșă de foc. La 23 februarie 1424, sub amenințarea unei noi invazii, Manuel II și Ioan VIII au semnat un tratat de pace cu sultanul, în condiții extrem de grele-un tribut anual de 30 000 de hyperperi și concesii teritoriale considerabile. După aceasta, mai vârstnicul Paleolog s-a retras definitiv de la treburile statului. Manuel II a murit la 21 iulie 1426, cu 6 zile înainte să fi împlinit 75 de ani.